# Parque Nacional da Serra da Canastra
O Parque Nacional da Serra da Canastra é um dos mais importantes parques nacionais brasileiros, criado em 1972 através do decreto 70.355 de 1972. Dentro do parque está localizada a nascente histórica do rio São Francisco, no município de São Roque de Minas.
Previsto com uma área inicial de 200 mil hectares o Parque Nacional só se efetivou em uma área de 71.525 ha e isto até hoje é causa de muito conflito na região, devido à intenção do IBAMA de desapropriar o restante da área originalmente prevista. É administrado pelo Instituto Chico Mendes de Conservação da Biodiversidade (ICMBio).
A Serra da Canastra tem o formato de um baú, daí a origem do nome, pois canastra é um tipo de baú antigo. A cachoeira Casca d'Anta com aproximadamente 186 metros de altura é um dos principais atrativos do Parque, saindo de um corte natural da Serra de aproximadamente 144 metros, ou seja, a altura da Serra chega a 330 metros. O Rio São Francisco nasce 14 quilômetros antes da sua queda principal.
O Parque protege um cenário de rara beleza, sua vegetação de transição entre a "borda da Mata Atlântica" e o "início do Cerrado", com predominância de Campos de Altitude que abrigam inúmeras espécies da fauna e da flora do cerrado, como o lobo guará, o tamanduá-bandeira, o veado-campeiro, diversos gaviões e espécies ameaçadas de extinção como o pato mergulhão e o tatu-canastra.
A água é o fator preponderante no parque, cujas nascentes, que chegam a centenas, surgem em função da umidade que a rocha fria absorve do ar, principalmente no período da noite.

## Rio São Francisco
O rio São Francisco tem sua nascente histórica na Serra da Canastra, mais precisamente no município de São Roque de Minas e sua primeira grande cachoeira, a Casca d'Anta, com 186 metros de altura, fica no distrito de São José do Barreiro (MG), e seu acesso é feito pela portaria 4 do Parque Nacional, localizada neste distrito.